# Taylor-Burton (diamante)
Il Taylor-Burton è un famoso diamante di 68 carati con forma a goccia, perfettamente incolore. Prende il nome dal fatto che fu regalato da Richard Burton, nel 1969, a sua moglie Elizabeth Taylor.
Il diamante grezzo, incolore e del peso di 241 carati (circa 48 grammi) fu trovato nel 1966 nella Premier Mine del Sudafrica. Fu fatto tagliare dal gioielliere di New York Harry Winston con una forma a goccia e un peso di 69,42 carati. Il diamante fu acquistato da Harriet Annenberg Ames (figlia dell'editore statunitense Moses Annenberg), che poi lo vendette all'asta alla gioielleria Cartier per il prezzo record di 1.050.000 dollari. Cartier montò il diamante su una collana comprendente molti altri diamanti e gemme.
Elizabeth Taylor indossò per la prima volta il diamante in pubblico in occasione della festa per il 40º compleanno della principessa Grace di Monaco. Nel 1979, dopo il divorzio da Richard Burton, la Taylor vendette il diamante per cinque milioni di dollari, utilizzando parte del ricavato per finanziare la costruzione di un ospedale nel Botswana. Fu acquistato dal gioielliere di New York Henry Lambert.
L'attuale proprietario è il libanese Robert Mouawad, che lo ha fatto modificare con un peso finale di 68,0 carati. È conservato a Beirut in un museo di sua proprietà.